# Ашборн (Ирландия)
Вижте пояснителната страница за други значения на Ашборн.
Ашборн (на ирландски: Cill Dhéagláin – Кил Йееглаан; на английски: Ashbourne) е град в североизточната част на Ирландия. Намира се в графство Мийт на провинция Ленстър. Разположен е на 20 km на север от столицата Дъблин и на около 25 km на юг от административния център на графството град Наван. Населението му е 8528 жители от преброяването през 2006 г.